# 尤蒂卡 (內布拉斯加州)
尤蒂卡（英語：Utica）是位於美國內布拉斯加州蘇厄德縣的村。

## 人口
根據2020年美國人口普查的數據，尤蒂卡的面積為1.19平方千米，皆為陸地。當地共有人口840人，而人口密度為每平方千米706人。